# Kiếm Ngư
Chòm sao Kiếm Ngư, (chữ Hán: 劍魚, nghĩa: cá kiếm, tiếng La tinh: Doradus; tiếng Tây Ban Nha; Dorado) là một trong 88 chòm sao hiện đại, mang hình ảnh Cá Kiếm, Cá Vàng.
Chòm sao này có diện tích 179 độ vuông, nằm trên thiên cầu nam, chiếm vị trí thứ 72 trong danh sách các chòm sao theo diện tích.
Chòm sao Kiếm Ngư nằm kề các chòm sao Điêu Cụ, Thời Chung, Võng Cổ, Thủy Xà, Sơn Án, Phi Ngư, Hội Giá.
Chòm sao chứa phần lớn Đám mây Magellan Lớn, phần còn lại nằm trong chòm sao Mensa. Cực Nam Hoàng đạo cũng nằm trong chòm sao này.

## Tên gọi
Dorado là một trong mười hai chòm sao được đặt tên bởi Petrus Plancius từ các quan sát của Pieter Dirkszoon Keyser và Frederick de Houtman. Nó xuất hiện trên một thiên cầu có đường kính 35 cm (14 in) được xuất bản năm 1597 (hoặc 1598) tại Amsterdam bởi Plancius cùng với Jodocus Hondius. 
Mô tả đầu tiên trong một bản đồ thiên thể, trong Uranometria của Johann Bayer năm 1603.
Trong ấn bản của Johannes Kepler về danh sách các ngôi sao của Tycho Brahe trong Bảng Rudolphine năm 1627; đây là lần đầu tiên nó được đặt tên thay thế là Xiphias, cá kiếm. Cái tên Dorado cuối cùng đã trở nên thống trị và được IAU thông qua.
Vào đầu năm 2020, TOI 700 d, ngoại hành tinh có kích thước bằng Trái đất đầu tiên được phát hiện ở Dorado bởi các nhà thiên văn học của Vệ tinh Khảo sát Ngoại hành tinh Quá cảnh.

## Thiên thể
Các thiên thể đáng quan tâm
- Tinh vân phát quang lớn nhất mang tên Tarantula, NGC 2070
- Sao đơn S Doradus là sao phát mạnh đặc biệt, hơn một triệu lần Mặt Trời
- Đám mây Magellan Lớn, thiên hà vệ tinh của Ngân Hà
- Siêu tân tinh SN 1987A, xảy ra trong thiên hà LMC